# Átomo exótico
Átomo exótico es un análogo a un átomo normal, en el cual a una o a más partículas, tanto de cargas negativas (electrones) como positivas (protones), las sustituyen partículas elementales diferentes. Esta sustitución puede ser de electrones o de protones o de ambos. Ya que los nuevos sistemas son altamente inestables, las vidas medias de los átomos exóticos tienden a ser extremadamente cortas.

## Átomos muónicos
En un átomo muónico, un muon reemplaza a un electrón (perteneciente a la familia de los leptones, la misma de los electrones). Ya que el muon sólo es sensible a la fuerza débil (electromagnética y a la gravitatoria), los átomos muónicos se rigen por la interacción electromagnética.  No hay complicaciones debidas a la fuerza fuerte, que ocurre entre los leptones y el núcleo.
Debido a la mayor masa de un muon con respecto a la de un electrón, las órbitas de Bohr de estos átomos son menores, y las correcciones debidas a la electrodinámica cuántica son más importantes que las de átomos normales. El estudio de los niveles energéticos y de los índices de transición desde estados excitados hacia el nivel fundamental de los átomos muónicos aporta más datos a la electrodinámica cuántica.

## Átomos mesónicos
Un átomo mesónico es aquel cuyo núcleo permanece inalterado y un mesón (el cual no es leptón, como los electrones o los muones) sustituye a uno o más electrones de su capa externa. Los mesones pueden interaccionar vía la fuerza fuerte, de modo que esta fuerza, que ocurre entre el núcleo y el mesón, influye en los niveles energéticos de estos átomos.
En un átomo mesónico, la interacción nuclear fuerte provoca efectos comparables a las interacciones electromagnéticas, ya que los orbitales atómicos están suficientemente cercanos al núcleo de modo que esta interacción sea perceptible. Ello provoca que la vida media de estos átomos disminuya hasta donde las transiciones entre los diversos niveles atómicos no son observables. Así, los hidrógenos piónico y kaónico son protagonistas de interesantes pruebas experimentales acerca de la teoría de las interacciones fuertes: la cromodinámica cuántica.

## Onio
Onio es un estado en el cual están unidas una partícula y su antipartícula. El onio paradigmático es el positronio, en el que un electrón y un positrón existen en un estado metastable de vida larga.   En un desarrollo reciente llamado electrodinámica cuántica no relativista se usa este sistema como base de pruebas. Un átomo muónico de muonio sería también un onio, que contaría con un muon y un antimuón.
Desde el punto de vista de la exploración de la interacción fuerte es interesante el pionio, sistema integrado por dos piones de cargas opuestas. También sería el caso del protonio. De cualquier modo, en la teoría de las interacciones fuertes los verdaderos análogos al positronio son los estados compuestos por quarkonio, por quarks pesados como el abajo o el encanto (los quarks arriba son tan pesados que, antes de que puedan unirse, se desintegran vía la fuerza débil).
Para aclarar nociones relacionadas con hadrones exóticos, como moléculas mesónicas y estados pentaquark, es importante comprender sistemas unidos de hadrones como el pionio y el protonio.

## Átomos hipernucleares
Los átomos pueden estar constituidos por electrones que orbiten un hipernúcleo, el cual puede contener partículas extrañas, denominadas hiperones. Estos átomos hipernucleares se estudian principalmente para observar su evolución nuclear, más en los dominios de la física nuclear que en los de la física atómica.

## Átomos de cuasipartículas
En sistemas de materia condensada, tal como en algunos semiconductores, existen estados llamados excitones, en los cuales un electrón se une a un hueco electrónico.

## Objetos extendidos
Aunque a una estrella de neutrones se le podría considerar átomo exótico, ya que el cuerpo estelar es un inmenso núcleo atómico que ha de tener una atmósfera electrónica de carga opuesta, es más útil considerar a estos objetos como estrellas. De igual modo, las estrellas constituidas por otros tipos de materia de quarks son más útiles como estrellas que como átomos exóticos.